# رحمت‌آباد میاندران
رحمت‌آباد میاندران، روستایی در دهستان جازموریان بخش مرکزی شهرستان جازموریان در استان کرمان ایران است.

## جمعیت
بر پایه سرشماری عمومی نفوس و مسکن در سال ۱۳۹۵، جمعیت این روستا برابر با ۱٬۰۰۴ نفر (۲۴۹ خانوار) بوده است.